# William Lee Stokes
William Lee Stokes (Hiawatha, 27 maart 1915 – Salt Lake City, 12 december 1994) was een Amerikaans geoloog en paleontoloog.

## Levensloop
Wiliam Stokes werd in 1915 in een mijnwerkerskamp bij het plaatsje Hiawatha in Utah geboren, als zoon van een mijnwerker in een kolenmijn, William P. Stokes, en diens vrouw Grace Cox Stokes. Zijn vader werd later rancher. Al in zijn jeugd kreeg William junior belangstelling voor paleontologie toen hij meehielp bij de dinosauriëropgravingen te Cleveland. In 1933 ging hij geologie studeren op de Brigham Young University en was daar student-assistent onder George Hansen. Hij kreeg zijn graad als bachelor in 1937 en die als master in 1938, waarbij zijn bekroonde scriptie ging over de stratigrafie van Emery County. Op 7 september 1939 huwde hij Betty Asenath Curtis met wie hij vijf kinderen zou krijgen, waaronder vier dochters Mary Susan, Jennifer Joy, Patricia en Betty Lee en een zoon William.
Na zijn studie ging Stokes in 1938 als assistent-onderzoeker werken bij de Princeton University waarbij hij de Morrisonformatie van Colorado onderzocht. In 1941 promoveerde hij op dit onderwerp tot doctor en ging daarna van 1942 tot 1947 voor de Geological Survey werken. Tijdens de Tweede Wereldoorlog zocht hij daarbij naar vanadium en uranium voor het Manhattanproject, de ontwikkeling van de Amerikaanse atoombom. Dit wekte weer zijn belangstelling voor dinosauriërfossielen op want die accumuleerden uraniumsporen en vormden zo een goede aanwijzing of in een bepaalde laag uraniumerts aanwezig was; de botten werden zelfs speciaal opgegraven om het uranium eruit te winnen.
In 1947 aanvaardde hij een positie als docent aan de University of Utah omdat hij als academicus meer tijd aan zijn gezin kon besteden. Al snel promoveerde hij tot professor. Van 1955 tot 1968 was hij hoofd van de geologische faculteit. Van 1960 tot 1965 was hij ook directeur van het Earth Museum. In 1983 ging hij met pensioen. Dat betekende echter niet dat hij zijn wetenschappelijke arbeid beëindigde; tot vlak voor zijn dood zou hij blijven publiceren wat een totaal aan 125 wetenschappelijke artikelen en achtentwintig boeken zou opleveren.
Stokes is vooral bekend geworden vanwege het University of Utah Cooperative Dinosaur Project waarin hij tijdens de jaren vijftig en zestig in de Cleveland-Lloyd Quarry vele duizenden dinosauriërbeenderen opgroef, vooral van Allosaurus. Zijn assistent daarbij was James Henry Madsen die de dinosauriër Stokesosaurus naar Stokes zou vernoemen. De groeve was dezelfde waar hij als kind meehielp. Stokes was in 1957 de eerste die authentieke sporen van pterosauriërs beschreef.
Behalve het technisch-wetenschappelijke werk deed Stokes ook veel aan het populariseren van de paleontologie, onder andere in de vorm van krantenartikelen en toeristengidsen. Zelf een gelovig mormoon en lid van een mormoons priesterquorum, verdedigde hij de evolutietheorie in polemieken met creationistische geloofsgenoten. Stokes schreef ook een gids over Indiaanse rotstekeningen. Daarnaast publiceerde hij gedichten.
Behalve door Stokesosaurus zou Stokes worden geëerd door de vernoeming van nog eens zeven soorten en een tentoonstellingshal in het Museum of San Rafael, prijzen en medailles. In juni 1994 verleende gouverneur Mike Leavitt hem de 1994 Governor's Medal for Science and Technology Award en noemde hem daarbij de "Vader van de geologie van Utah".
Het karakter van Stokes wordt omschreven als leergierig, fel en ondeugend.
Op 12 december 1994 overleed Stokes op 79-jarige leeftijd aan de gevolgen van ouderdomsdiabetes.